# Sylvia Lance Harper
Sylvia Lance Harper, avstralska tenisačica, * oktober 1895, Canterbury, Novi Južni Wales, Avstralija, † ?.
Trikrat se je uvrstila v finale turnirjev za Prvenstvo Avstralije v posamični konkurenci. Leta 1924 je turnir osvojila, v finalu je premagala Esno Boyd. V finale se je uvrstila še v letih 1927, ko jo je premagala Esna Boyd, in 1930, ko jo je premagala Daphne Akhurst. V konkurenci ženskih dvojic se je šestkrat uvrstila v finale, turnir je osvojila trikrat, v konkurenci mešanih dvojic pa je v dveh nastopih v finalu turnih osvojila enkrat.

## Finali Grand Slamov

### Posamično (3)

#### Zmage (1)
| Leto | Turnir               | Nasprotnica v finalu | Rezultat finala |
| 1924 | Prvenstvo Avstralije | Esna Boyd            | 6–3, 3–6, 8–6   |

#### Porazi (2)
| Leto | Turnir               | Nasprotnica v finalu | Rezultat finala |
| 1927 | Prvenstvo Avstralije | Esna Boyd            | 7–5, 1–6, 2–6   |
| 1930 | Prvenstvo Avstralije | Daphne Akhurst       | 8–10, 6–2, 5–7  |

### Ženske dvojice (6)

#### Zmage (3)
| Leto | Turnir               | Partnerica     | Nasprotnici v finalu                    | Rezultat finala |
| 1923 | Prvenstvo Avstralije | Esna Boyd      | Margaret Molesworth Beryl Turner        | 6–1, 6–4        |
| 1924 | Prvenstvo Avstralije | Daphne Akhurst | Kathleen Le Messurier Meryl O'Hara Wood | 7–5, 6–2        |
| 1925 | Prvenstvo Avstralije | Daphne Akhurst | Esna Boyd Kathleen Le Messurier         | 6–4, 6–3        |

#### Porazi (3)
| Leto | Turnir               | Partnerica        | Nasprotnici v finalu              | Rezultat finala |
| 1927 | Prvenstvo Avstralije | Esna Boyd         | Louie Bickerton Meryl O'Hara Wood | 3–6, 3–6        |
| 1929 | Prvenstvo Avstralije | Meryl O'Hara Wood | Daphne Akhurst Louie Bickerton    | 2–6, 6–3, 2–6   |
| 1930 | Prvenstvo Avstralije | Marjorie Cox      | Margaret Molesworth Emily Hood    | 3–6, 6–0, 5–7   |

### Mešane dvojice (2)

#### Zmage (1)
| Leto | Turnir               | Partner     | Nasprotnika v finalu              | Rezultat finala |
| 1923 | Prvenstvo Avstralije | Horace Rice | Margaret Molesworth Bert St. John | 2–6, 6–4, 6–4   |

#### Porazi (1)
| Leto | Turnir               | Partner             | Nasprotnika v finalu         | Rezultat finala |
| 1925 | Prvenstvo Avstralije | Richard Schlesinger | Daphne Akhurst James Willard | 4–6, 4–6        |